# Ministerie van Oorlog
Het ministerie van Oorlog of departement van Oorlog is een voormalig ministerie in Nederland. In 1959 ging het ministerie definitief op in het ministerie van Defensie, zoals het ook heette tussen 1928 en de Tweede Wereldoorlog. Voor 1843 was dit het departement van Oorlog met een directeur-generaal aan het hoofd. De Marine viel niet onder het departement. Directeur-generaal Frederik Carel List werd op 18 juni 1843 gepromoveerd als eerste minister van Oorlog.
In de negentiende eeuw werd regelmatig geopperd om het leger en de vloot in één ministerie onder te brengen. De taken van de marine en de landmacht zouden dan beter kunnen worden gecoördineerd. Tegenstanders dachten echter dat er bij verlies van de volledige zelfstandigheid van de twee, ze minder slagvaardig zouden kunnen optreden. In september 1920 nam het kabinet toch het besluit om beide ministeries samen te voegen. Op 1 september 1928 werd J.M.J.H. Lambooij de eerste minister van Defensie. De meeste afdelingen van Marine en Oorlog bleven echter onafhankelijk naast elkaar bestaan, maar wel onder een gezamenlijk ministerie van Defensie.
Het kabinet in ballingschap besloot tijdens de Tweede Wereldoorlog Defensie weer op te splitsen in een departement van Oorlog en een departement van Marine. De Duitsers hadden intussen in Den Haag het gebouw van het departement van Oorlog bezet en er het hoofdkwartier van de Wehrmachtbefehlshaber in den Niederlanden gevestigd. Het gebouw zou ongeschonden door de oorlog heenkomen.
De Quay maakte als minister van Oorlog direct na de bevrijding een begin met de wederopbouw van het ambtelijk defensieapparaat. Zijn opvolger Johannes Meynen ging hiermee verder. Enkele ambtenaren richtten op 15 september 1945 de nog steeds bestaande personeelsvereniging Meer vriendschap onderling (MVO) op. Ook vanaf 1945 sprak men vaker van het ministerie van Oorlog in plaats van het departement.
Vanaf 1947 maakte de legerleiding deel uit van de ministeriële organisatie, inclusief de Generale Staf. Hiermee hoopte men dat er een betere samenwerking zou komen tussen de politiek en de militaire leiding. Vanaf 1949 had het Ministerie tevens een staatssecretaris. Nederland werd dat jaar tevens lid van de NAVO. Voortaan zou men hier dus rekening mee moeten houden bij het opstellen van beleid.
In 1959 werden tijdens de formatie van het kabinet De Quay de portefeuilles van Oorlog en Marine weer samengevoegd in het ministerie van Defensie.
|                                 |                                 |                                 |                                 |                                 |                                 |                                   |                                   |                                         |                                         |                                         |                                         | Ministerie van Koophandel en Koloniën 1806–08 Ministerie van Marine en Koloniën 1808–14 |                                         |                                 |                                 | | | | | | |                                                                                   |                                                                                   |  |  |  |  |  |  |  |  |  |  |  |  |  |  |  |  |  |  |  |  |
|                                 |                                 |                                 |                                 |                                 |                                 |                                   |                                   |                                         |                                         |                                         |                                         |                                                                                         |                                         |                                 |                                 | | | | | | |                                                                                   |                                                                                   |  |  |  |  |  |  |  |  |  |  |  |  |  |  |  |  |  |  |  |  |
|                                 |                                 |                                 |                                 |                                 |                                 |                                   |                                   |                                         |                                         |                                         |                                         |                                                                                         |                                         |                                 |                                 | | | | | | |                                                                                   |                                                                                   |  |  |  |  |  |  |  |  |  |  |  |  |  |  |  |  |  |  |  |  |
| Departement van Oorlog 1813–43  | Departement van Oorlog 1813–43  | Departement van Oorlog 1813–43  | Departement van Oorlog 1813–43  | Departement van Oorlog 1813–43  | Departement van Oorlog 1813–43  |                                   |                                   | Departement van Marine 1813–25; 1829–43 | Departement van Marine 1813–25; 1829–43 | Departement van Marine 1813–25; 1829–43 | Departement van Marine 1813–25; 1829–43 | Departement van Marine 1813–25; 1829–43                                                 | Departement van Marine 1813–25; 1829–43 |                                 |                                 | Ministeries/Departementen van Koophandel / Nationale nijverheid / Onderwijs / Waterstaat en Koloniën 1814–25; 1829–40 | Ministeries/Departementen van Koophandel / Nationale nijverheid / Onderwijs / Waterstaat en Koloniën 1814–25; 1829–40 | Ministeries/Departementen van Koophandel / Nationale nijverheid / Onderwijs / Waterstaat en Koloniën 1814–25; 1829–40 | Ministeries/Departementen van Koophandel / Nationale nijverheid / Onderwijs / Waterstaat en Koloniën 1814–25; 1829–40 | Ministeries/Departementen van Koophandel / Nationale nijverheid / Onderwijs / Waterstaat en Koloniën 1814–25; 1829–40 | Ministeries/Departementen van Koophandel / Nationale nijverheid / Onderwijs / Waterstaat en Koloniën 1814–25; 1829–40 |                                                                                   |                                                                                   |  |  |  |  |  |  |  |  |  |  |  |  |  |  |  |  |  |  |  |  |
| Departement van Oorlog 1813–43  | Departement van Oorlog 1813–43  | Departement van Oorlog 1813–43  | Departement van Oorlog 1813–43  | Departement van Oorlog 1813–43  | Departement van Oorlog 1813–43  |                                   |                                   | Departement van Marine 1813–25; 1829–43 | Departement van Marine 1813–25; 1829–43 | Departement van Marine 1813–25; 1829–43 | Departement van Marine 1813–25; 1829–43 | Departement van Marine 1813–25; 1829–43                                                 | Departement van Marine 1813–25; 1829–43 |                                 |                                 | Ministeries/Departementen van Koophandel / Nationale nijverheid / Onderwijs / Waterstaat en Koloniën 1814–25; 1829–40 | Ministeries/Departementen van Koophandel / Nationale nijverheid / Onderwijs / Waterstaat en Koloniën 1814–25; 1829–40 | Ministeries/Departementen van Koophandel / Nationale nijverheid / Onderwijs / Waterstaat en Koloniën 1814–25; 1829–40 | Ministeries/Departementen van Koophandel / Nationale nijverheid / Onderwijs / Waterstaat en Koloniën 1814–25; 1829–40 | Ministeries/Departementen van Koophandel / Nationale nijverheid / Onderwijs / Waterstaat en Koloniën 1814–25; 1829–40 | Ministeries/Departementen van Koophandel / Nationale nijverheid / Onderwijs / Waterstaat en Koloniën 1814–25; 1829–40 |                                                                                   |                                                                                   |  |  |  |  |  |  |  |  |  |  |  |  |  |  |  |  |  |  |  |  |
|                                 |                                 |                                 |                                 |                                 |                                 |                                   |                                   |                                         |                                         |                                         |                                         |                                                                                         |                                         |                                 |                                 | | | | | | |                                                                                   |                                                                                   |  |  |  |  |  |  |  |  |  |  |  |  |  |  |  |  |  |  |  |  |
|                                 |                                 |                                 |                                 |                                 |                                 |                                   |                                   |                                         |                                         |                                         |                                         | Departement van Marine en Koloniën 1825–29; 1840–43                                     |                                         |                                 |                                 | | | | | | |                                                                                   |                                                                                   |  |  |  |  |  |  |  |  |  |  |  |  |  |  |  |  |  |  |  |  |
|                                 |                                 |                                 |                                 |                                 |                                 |                                   |                                   |                                         |                                         |                                         |                                         |                                                                                         |                                         |                                 |                                 | | | | | | |                                                                                   |                                                                                   |  |  |  |  |  |  |  |  |  |  |  |  |  |  |  |  |  |  |  |  |
|                                 |                                 |                                 |                                 |                                 |                                 |                                   |                                   |                                         |                                         |                                         |                                         |                                                                                         |                                         |                                 |                                 | | | | | | |                                                                                   |                                                                                   |  |  |  |  |  |  |  |  |  |  |  |  |  |  |  |  |  |  |  |  |
| Ministerie van Oorlog 1843–1928 | Ministerie van Oorlog 1843–1928 | Ministerie van Oorlog 1843–1928 | Ministerie van Oorlog 1843–1928 | Ministerie van Oorlog 1843–1928 | Ministerie van Oorlog 1843–1928 |                                   |                                   |                                         |                                         | Ministerie van Marine 1843–1928         | Ministerie van Marine 1843–1928         | Ministerie van Marine 1843–1928                                                         | Ministerie van Marine 1843–1928         | Ministerie van Marine 1843–1928 | Ministerie van Marine 1843–1928 | | | Ministerie van Koloniën 1843–1945                                                                                     | Ministerie van Koloniën 1843–1945                                                                                     | Ministerie van Koloniën 1843–1945                                                                                     | Ministerie van Koloniën 1843–1945                                                                                     | Ministerie van Koloniën 1843–1945                                                 | Ministerie van Koloniën 1843–1945                                                 |  |  |  |  |  |  |  |  |  |  |  |  |  |  |  |  |  |  |  |  |
| Ministerie van Oorlog 1843–1928 | Ministerie van Oorlog 1843–1928 | Ministerie van Oorlog 1843–1928 | Ministerie van Oorlog 1843–1928 | Ministerie van Oorlog 1843–1928 | Ministerie van Oorlog 1843–1928 |                                   |                                   |                                         |                                         | Ministerie van Marine 1843–1928         | Ministerie van Marine 1843–1928         | Ministerie van Marine 1843–1928                                                         | Ministerie van Marine 1843–1928         | Ministerie van Marine 1843–1928 | Ministerie van Marine 1843–1928 | | | Ministerie van Koloniën 1843–1945                                                                                     | Ministerie van Koloniën 1843–1945                                                                                     | Ministerie van Koloniën 1843–1945                                                                                     | Ministerie van Koloniën 1843–1945                                                                                     | Ministerie van Koloniën 1843–1945                                                 | Ministerie van Koloniën 1843–1945                                                 |  |  |  |  |  |  |  |  |  |  |  |  |  |  |  |  |  |  |  |  |
|                                 |                                 |                                 |                                 |                                 |                                 |                                   |                                   |                                         |                                         |                                         |                                         |                                                                                         |                                         |                                 |                                 | | | | | | |                                                                                   |                                                                                   |  |  |  |  |  |  |  |  |  |  |  |  |  |  |  |  |  |  |  |  |
|                                 |                                 |                                 |                                 |                                 |                                 | Ministerie van Defensie 1928–1941 | Ministerie van Defensie 1928–1941 | Ministerie van Defensie 1928–1941       | Ministerie van Defensie 1928–1941       | Ministerie van Defensie 1928–1941       | Ministerie van Defensie 1928–1941       |                                                                                         |                                         |                                 |                                 | | | Ministerie van Overzeese Gebiedsdelen/Rijksdelen 1945–59                                                              | Ministerie van Overzeese Gebiedsdelen/Rijksdelen 1945–59                                                              | Ministerie van Overzeese Gebiedsdelen/Rijksdelen 1945–59                                                              | Ministerie van Overzeese Gebiedsdelen/Rijksdelen 1945–59                                                              | Ministerie van Overzeese Gebiedsdelen/Rijksdelen 1945–59                          | Ministerie van Overzeese Gebiedsdelen/Rijksdelen 1945–59                          |  |  |  |  |  |  |  |  |  |  |  |  |  |  |  |  |  |  |  |  |
|                                 |                                 |                                 |                                 |                                 |                                 | Ministerie van Defensie 1928–1941 | Ministerie van Defensie 1928–1941 | Ministerie van Defensie 1928–1941       | Ministerie van Defensie 1928–1941       | Ministerie van Defensie 1928–1941       | Ministerie van Defensie 1928–1941       |                                                                                         |                                         |                                 |                                 | | | Ministerie van Overzeese Gebiedsdelen/Rijksdelen 1945–59                                                              | Ministerie van Overzeese Gebiedsdelen/Rijksdelen 1945–59                                                              | Ministerie van Overzeese Gebiedsdelen/Rijksdelen 1945–59                                                              | Ministerie van Overzeese Gebiedsdelen/Rijksdelen 1945–59                                                              | Ministerie van Overzeese Gebiedsdelen/Rijksdelen 1945–59                          | Ministerie van Overzeese Gebiedsdelen/Rijksdelen 1945–59                          |  |  |  |  |  |  |  |  |  |  |  |  |  |  |  |  |  |  |  |  |
|                                 |                                 |                                 |                                 |                                 |                                 |                                   |                                   |                                         |                                         |                                         |                                         |                                                                                         |                                         |                                 |                                 | | | | | | |                                                                                   |                                                                                   |  |  |  |  |  |  |  |  |  |  |  |  |  |  |  |  |  |  |  |  |
| Ministerie van Oorlog 1941–59   | Ministerie van Oorlog 1941–59   | Ministerie van Oorlog 1941–59   | Ministerie van Oorlog 1941–59   | Ministerie van Oorlog 1941–59   | Ministerie van Oorlog 1941–59   |                                   |                                   |                                         |                                         | Ministerie van Marine 1941–59           | Ministerie van Marine 1941–59           | Ministerie van Marine 1941–59                                                           | Ministerie van Marine 1941–59           | Ministerie van Marine 1941–59   | Ministerie van Marine 1941–59   | | | Kabinet voor (Surinaamse en) Nederlands-Antilliaanse (en Arubaanse) Zaken 1959–98                                     | Kabinet voor (Surinaamse en) Nederlands-Antilliaanse (en Arubaanse) Zaken 1959–98                                     | Kabinet voor (Surinaamse en) Nederlands-Antilliaanse (en Arubaanse) Zaken 1959–98                                     | Kabinet voor (Surinaamse en) Nederlands-Antilliaanse (en Arubaanse) Zaken 1959–98                                     | Kabinet voor (Surinaamse en) Nederlands-Antilliaanse (en Arubaanse) Zaken 1959–98 | Kabinet voor (Surinaamse en) Nederlands-Antilliaanse (en Arubaanse) Zaken 1959–98 |  |  |  |  |  |  |  |  |  |  |  |  |  |  |  |  |  |  |  |  |
| Ministerie van Oorlog 1941–59   | Ministerie van Oorlog 1941–59   | Ministerie van Oorlog 1941–59   | Ministerie van Oorlog 1941–59   | Ministerie van Oorlog 1941–59   | Ministerie van Oorlog 1941–59   |                                   |                                   |                                         |                                         | Ministerie van Marine 1941–59           | Ministerie van Marine 1941–59           | Ministerie van Marine 1941–59                                                           | Ministerie van Marine 1941–59           | Ministerie van Marine 1941–59   | Ministerie van Marine 1941–59   | | | Kabinet voor (Surinaamse en) Nederlands-Antilliaanse (en Arubaanse) Zaken 1959–98                                     | Kabinet voor (Surinaamse en) Nederlands-Antilliaanse (en Arubaanse) Zaken 1959–98                                     | Kabinet voor (Surinaamse en) Nederlands-Antilliaanse (en Arubaanse) Zaken 1959–98                                     | Kabinet voor (Surinaamse en) Nederlands-Antilliaanse (en Arubaanse) Zaken 1959–98                                     | Kabinet voor (Surinaamse en) Nederlands-Antilliaanse (en Arubaanse) Zaken 1959–98 | Kabinet voor (Surinaamse en) Nederlands-Antilliaanse (en Arubaanse) Zaken 1959–98 |  |  |  |  |  |  |  |  |  |  |  |  |  |  |  |  |  |  |  |  |
|                                 |                                 |                                 |                                 |                                 |                                 |                                   |                                   |                                         |                                         |                                         |                                         |                                                                                         |                                         |                                 |                                 | | | | | | |                                                                                   |                                                                                   |  |  |  |  |  |  |  |  |  |  |  |  |  |  |  |  |  |  |  |  |
|                                 |                                 |                                 |                                 |                                 |                                 | Ministerie van Defensie 1959–     | Ministerie van Defensie 1959–     | Ministerie van Defensie 1959–           | Ministerie van Defensie 1959–           | Ministerie van Defensie 1959–           | Ministerie van Defensie 1959–           |                                                                                         |                                         |                                 |                                 | | | Ministerie van Binnenlandse Zaken en Koninkrijksrelaties 1998–                                                        | Ministerie van Binnenlandse Zaken en Koninkrijksrelaties 1998–                                                        | Ministerie van Binnenlandse Zaken en Koninkrijksrelaties 1998–                                                        | Ministerie van Binnenlandse Zaken en Koninkrijksrelaties 1998–                                                        | Ministerie van Binnenlandse Zaken en Koninkrijksrelaties 1998–                    | Ministerie van Binnenlandse Zaken en Koninkrijksrelaties 1998–                    |  |  |  |  |  |  |  |  |  |  |  |  |  |  |  |  |  |  |  |  |